# Phan Huy Cẩn
Phan Huy Cẩn (1722 – 1789) là danh thần, nhà sử học thời Lê trung hưng trong lịch sử Việt Nam.

## Sự nghiệp
Phan Huy Cẩn hiệu là Thận Trai, người làng Thu Hoạch, huyện Thiên Lộc, nay là huyện Lộc Hà, tỉnh Hà Tĩnh. Gia đình ông nhiều đời làm quan võ.
Phan Huy Cẩn sớm mồ côi cha mẹ, được bà ngoại họ Dương nuôi nấng. Khi đi học, Phan Huy Cẩn thông minh sáng dạ, nhớ lâu. Từ năm 15 tuổi ông đã có tiếng về văn từ.
Lớn lên, Phan Huy Cẩn theo học các nhà nho hay chữ có tiếng như Thám hoa Đỗ Huy Kỳ, thượng thư Nhữ Đình Toản, do vậy việc học hành ngày càng thăng tiến.
Năm 1747 đời Lê Hiển Tông, ông thi Hương đỗ giải nguyên, năm 1754 thi Hội nguyên đỗ đồng tiến sĩ. Do kiêng húy thái tử, ông đổi tên thành Huy Áng.
Ban đầu Phan Huy Cẩn làm hiến sát Hải Dương và Tham khổn (như Hiệp trấn) Kinh Bắc, sau đó vào triều làm trong phiên ở phủ liêu. Khi làm quan trong triều, ông là người ngay thẳng, không xu nịnh.
Năm 1759, vì không chịu xu nịnh sủng thần của chúa Trịnh Doanh là Đỗ Thế Giai, ông bị gièm pha và bị cách chức. Ông về quê dạy học trong 8 năm.
Năm 1767, Trịnh Doanh qua đời, Trịnh Sâm lên thay. Do Nguyễn Bá Lân tiến cử, ông lại được gọi ra làm quan. Năm 1776, ông được phong làm Đốc đồng Động Hải (Quảng Ninh). Năm 1777, ông đi đánh quân nổi dậy ở vùng núi có công, được thưởng ngân bài.
Năm 1781, ông làm Đốc thị Thuận Hóa. Sau đó ông lại được Trịnh Sâm triệu về kinh, làm đến chức Nhập thị Bồi tụng, Hữu thị lang Bộ Công, quyền chức Thị lang bộ Binh kiêm giảng quan Quốc Tử Giám.
Năm 1786 đời Trịnh Tông, ông về hưu khi đã 65 tuổi, được thăng làm Công bộ tả thị lang, tước Khuê Phong bá.
Ông về hưu không lâu sau thì quân Tây Sơn tiến ra bắc diệt chúa Trịnh. Lê Chiêu Thống lên thay Lê Hiển Tông lại triệu ông ra làm Bình chương sự, giảng trong điện Kinh diên, kiêm chức Tham tụng, rồi Tả thị lang cả ba bộ Binh, Hình, Lễ kiêm Tổng tài quốc sử.
Năm 1788, vì đã già yếu, ông xin từ chức rồi về ấp Yên Sơn, xã Thụy Khê (làng Thầy, Sơn Tây, Hà Nội). Dù đã về hưu, ông vẫn lo lắng tới việc chính trị quốc gia.
Được 1 năm sau (1789), ông mất tại nhà trên núi, thọ 68 tuổi.